# Martijn den Ouden
Martijn den Ouden (Nieuw-Lekkerland, 1983) is een Nederlandse dichter en beeldend kunstenaar. Hij werd geboren als predikantszoon in Nieuw-Lekkerland.
In 2009 studeerde Den Ouden af aan de Gerrit Rietveld Academie, waar hij de studierichting beeld en taal volgde. In 2010 verscheen zijn debuut Melktanden bij uitgeverij Querido, volgens de Stichting Poëzieclub "Het boeiendste debuut van het jaar". In 2013 volgde zijn tweede bundel De beloofde dinsdag. In hetzelfde jaar verscheen ook beeldend werk van Den Ouden in HP/De Tijd.
In 2017 verscheen de korte film Denk maar aan iets blauws, gebaseerd op een gedicht van Martijn den Ouden. Ook kwam de bundel Een kogelvrije zomer uit, dat het jaar daarop werd genomineerd voor de Ida Gerhardt Poëzieprijs.
De vierde bundel Ruimtedagen verscheen in 2020. Daarover schreef Meander ‘Een heel intelligent geformuleerde boodschap[…] in een knap geconstrueerde bundel.’
Martijn den Ouden woont en werkt in Amsterdam.